# Xhevdet Shaqiri
Pour les articles homonymes, voir Shaqiri.
Xhevdet Shaqiri (né le 5 janvier 1923 à Shkodër en Albanie et mort le 11 septembre 1997 à Tirana) est un joueur de football international albanais, qui évoluait au poste de défenseur, avant de devenir ensuite entraîneur.

## Biographie

### Carrière de joueur

#### Carrière en sélection
Xhevdet Shaqiri reçoit 13 sélections en équipe d'Albanie entre 1947 et 1957.
Il joue son premier match en équipe nationale le 14 septembre 1947, contre la Yougoslavie (défaite 2-4 à Tirana). Il dispute sa dernière rencontre le 15 septembre 1957, contre la Chine (défaite 3-2 à Pékin).

## Palmarès

### Palmarès de joueur
| Vllaznia Shkodër - Championnat d'Albanie (2) : - Champion : 1945 et 1946. - Vice-champion : 1947. - Meilleur buteur : 1946 (11 buts). |  | Partizan Tirana - Championnat d'Albanie (2) - Champion : 1948 et 1949. - Vice-champion : 1950. - Coupe d'Albanie (2) : - Vainqueur : 1948 et 1949. - Finaliste : 1950. |  | Dinamo Tirana - Championnat d'Albanie (5) - Champion : 1951, 1952, 1953, 1955 et 1956. - Vice-champion : 1954 et 1957. - Coupe d'Albanie (4) - Vainqueur : 1951, 1952, 1953 et 1954. |

### Palmarès d'entraîneur
Vllaznia Shkodër
- Championnat d'Albanie (3) :
  - Champion : 1972, 1974 et 1978.

- Coupe d'Albanie (2) :
  - Vainqueur : 1972 et 1979.
  - Finaliste : 1966, 1968 et 1970.